# Lucio Porcio Licino (pretore 193 a.C.)
Lucio Porcio Licino (in latino Lucius Porcius Licinus; fl. II secolo a.C.) è stato un politico e console romano appartenente alla Gens Porcia.

## Biografia
Era figlio di Lucio Porcio Licino, che fu pretore nel 207 a.C.. Lucio Porcio Licino fu pretore nel 193 a.C. nella provincia della Sardegna. Partecipò più volte alla nomina alla carica di console e finalmente fu eletto nel 184 a.C. con Publio Claudio Pulcro insieme al quale fu impegnato nella guerra contro i Liguri.
È considerato il promotore della Terza Lex Porcia.